# Winzerhaus mit ehemaligem Backhaus und Toranlage sowie Transformatorenstation
Das Ensemble Winzerhaus mit ehemaligem Backhaus und Toranlage sowie Transformatorenstation liegt südlich unterhalb unmittelbar an der Hoflößnitz. Das unter Denkmalschutz stehende Anwesen ist unter der Adresse Lößnitzgrundstraße 19 im Stadtteil Oberlößnitz der sächsischen Stadt Radebeul zu finden. Es ist Bestandteil der denkmalpflegerischen Sachgesamtheit (Ensembleschutz) der Hoflößnitz wie auch der umgebenden denkmalgeschützten Weinbergslandschaft der Hoflößnitz als Werk der Landschafts- und Gartengestaltung und mit dieser ein Teil des Denkmalschutzgebiets Historische Weinberglandschaft Radebeul.

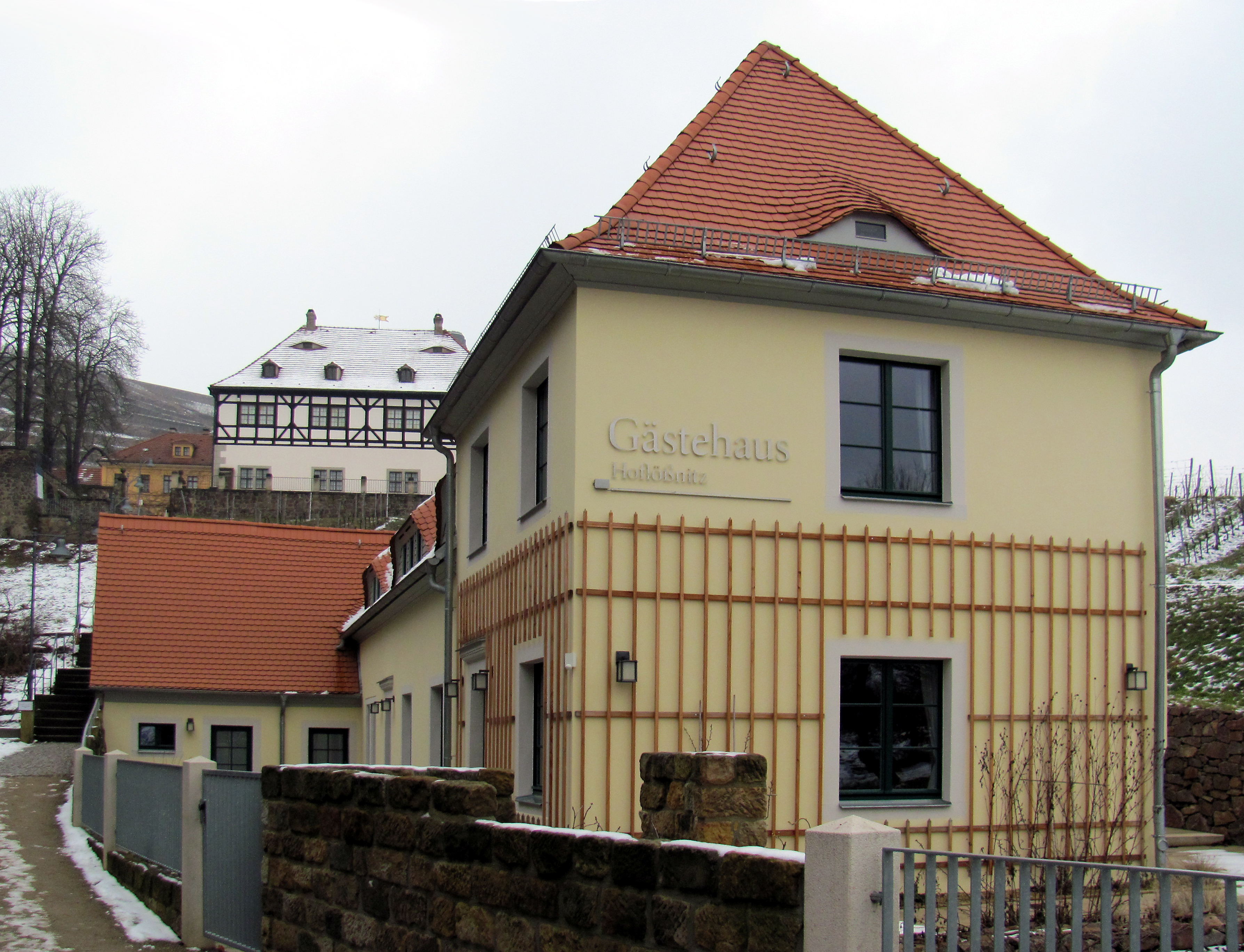
Winzerhaus und Backhaus Hoflößnitz, im Hintergrund das Weinbergschlösschen Hoflößnitz

Zum geschützten Ensemble aus der Zeit der 1. Hälfte des 19. Jahrhunderts bzw. davor gehört auch noch eine Transformatorenstation (Blockstation) aus dem Jahr 1949.

## Beschreibung

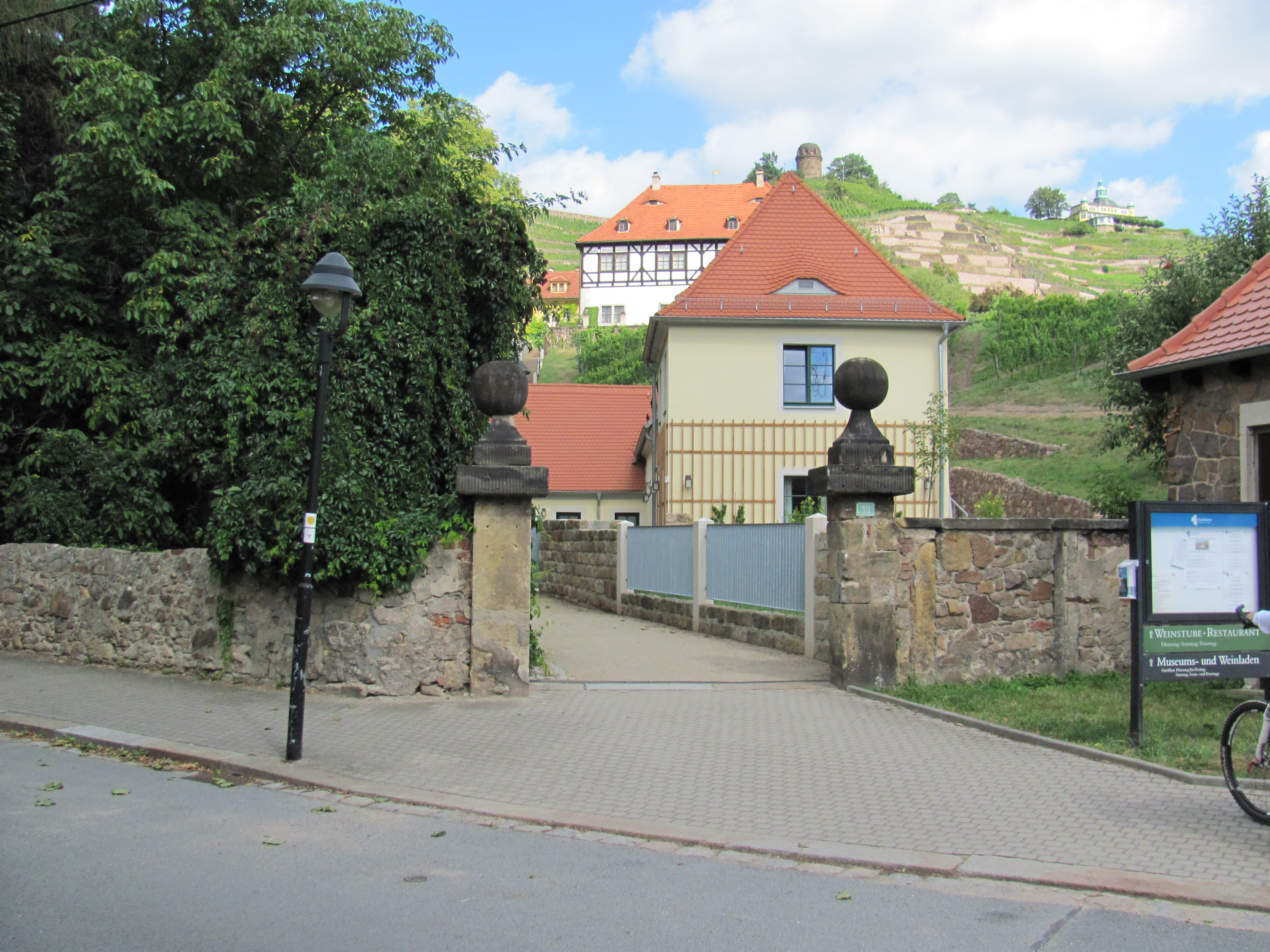
Toranlage zum Treppenaufgang zur Kastanienterrasse der Hoflößnitz

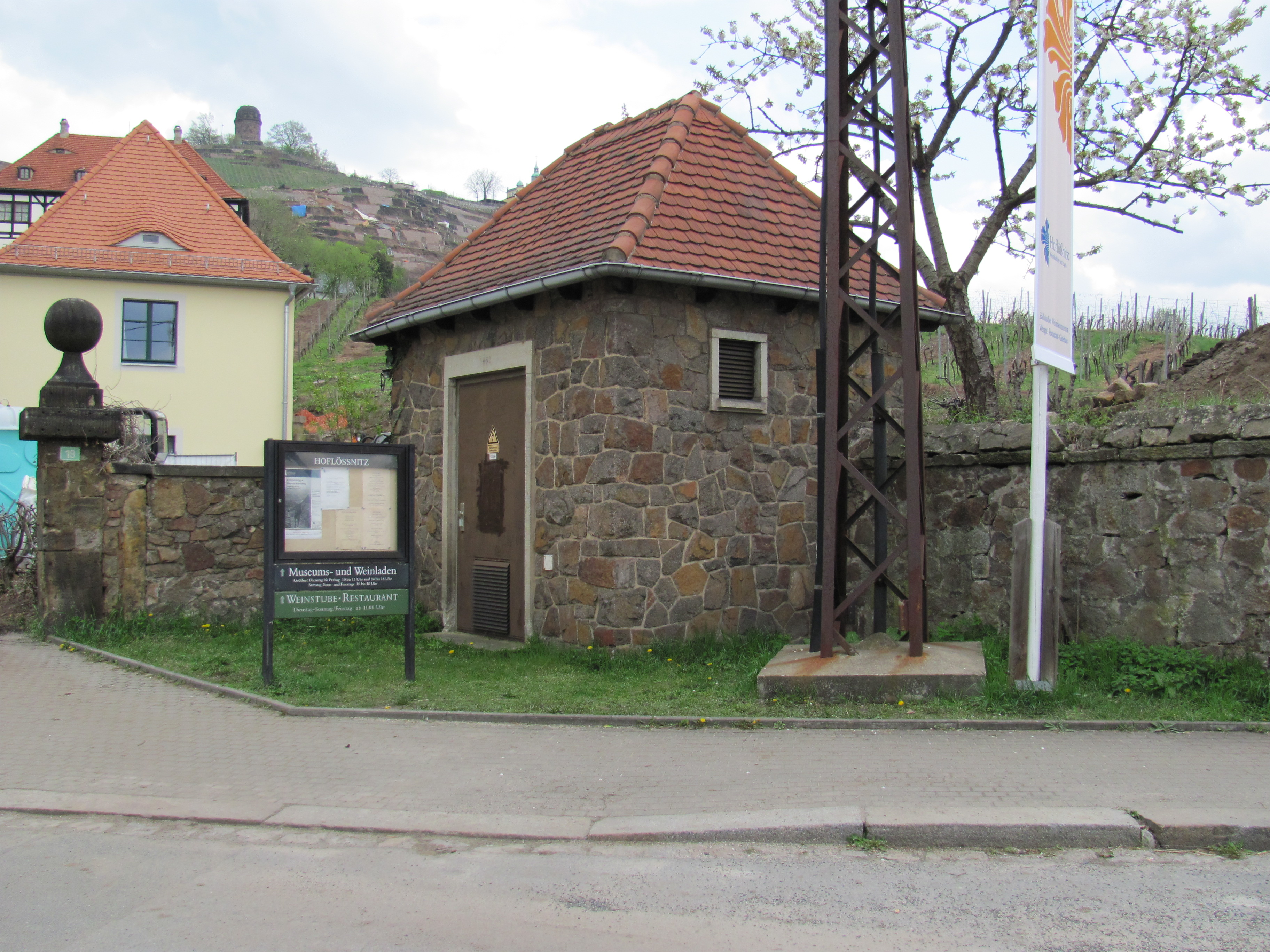
Trafostation. Hoch oben: Bismarckturm

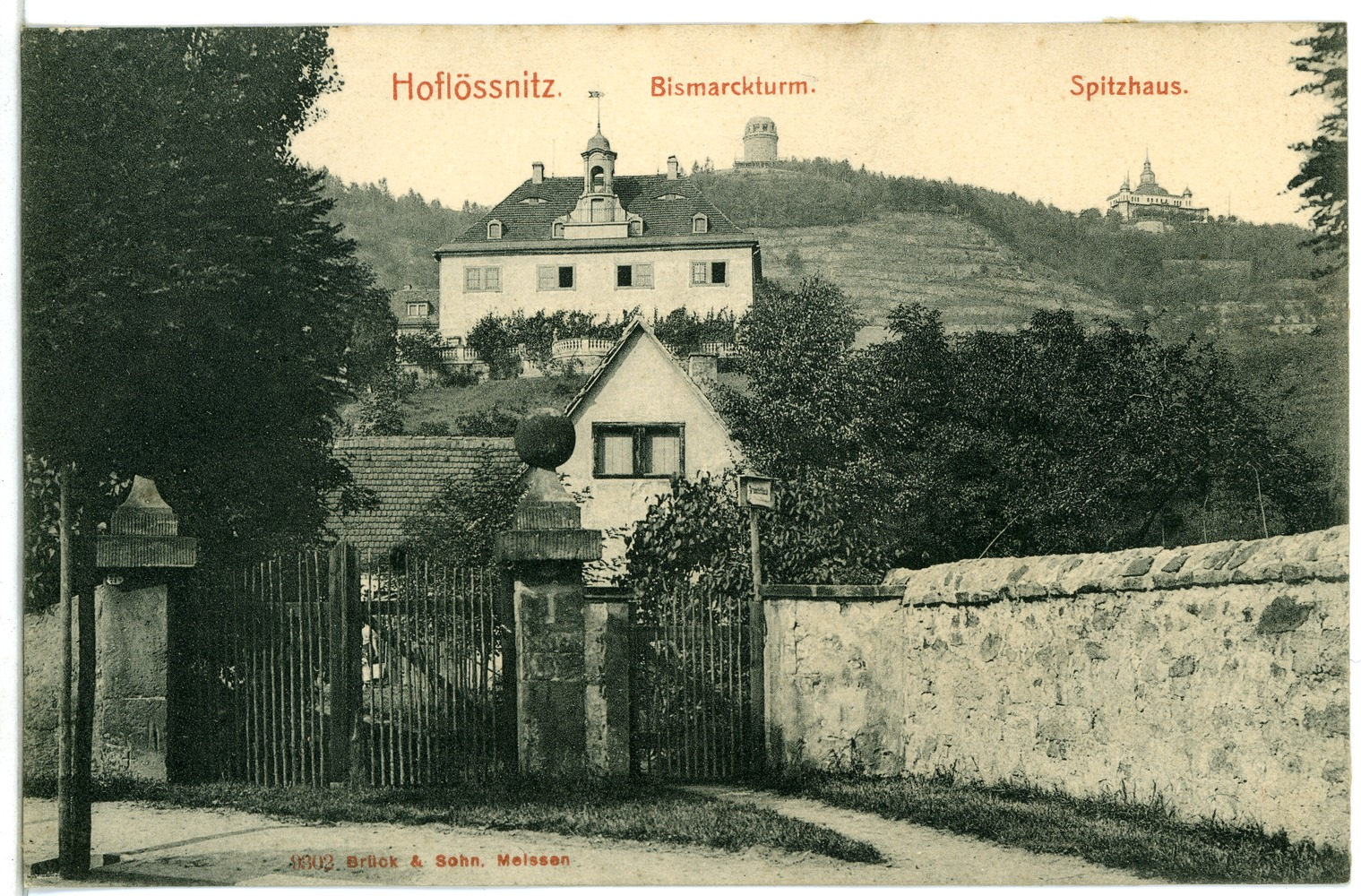
Hoflößnitz 1907: Noch eingeschossiges Winzerhaus, Backhaus und Toranlage der Hoflößnitz

### Toranlage
Vom Lößnitzgrund aus, links an der Ecke Lößnitzgrundstraße/Weinbergstraße, beginnt ein Treppenweg hoch zur Hoflößnitz. Dieser führt auf der Talseite durch eine Toranlage, „wie sie sich an vielen Weingütern der Lößnitzorte finden lässt: zwei Sandsteinpfeiler [jeweils] mit quadratischer Deckplatte, darauf kleiner quadratischer Fuß, gekehlter Aufsatz und eine Kugel.“

### Winzerhaus und Backhaus
Rechts des Treppenaufgangs zur Hoflößnitz steht über einem Hakengrundriss eine Gebäudegruppe aus Winzerhaus und Backhaus, errichtet in der ersten Hälfte des 19. Jahrhunderts. Deren Kopfbau zum Tal ist zweigeschossig und hat ein ziegelgedecktes Walmdach mit Fledermausgauben. Ursprünglich war der Bau eingeschossig mit Satteldach, im Dreiecksgiebel befand sich ein Doppelfenster.
Die Fenster des Putzbaus werden von Sandsteingewänden eingefasst, dazu im Obergeschoss ein Fensterbankgesims. Die Türen tragen gerade Verdachungen. Weiter zum Berg hin und parallel zum Treppenaufgang folgt ein eingeschossiger Baukörper mit Satteldach und Gauben, an den sich rechtwinklig zur Treppe hin ein niedrigerer Wirtschaftsbau mit Satteldach anschließt. In dessen Giebelseite aus unverputztem Sandstein führt eine Tür zum Treppenaufgang.
Am 15. April 2011 wurde das Winzerhaus nach seiner Sanierung als Gästehaus Hoflößnitz eingeweiht. Es stehen dort zwei Appartements und vier Doppelzimmer zur Verfügung.

### Blockstation
Die Transformatorenstation steht rechts am Fuß der Toranlage am Aufgang zur Hoflößnitz. Der kleine Bau mit hohem Walmdach in der Art älterer Weinbergsarchitektur wurde 1949 zur „reibungslose[n] Energieversorgung für die Quartiere und Kasino der Besatzungsmacht“ auf Antrag des Elektrizitätswerks Radebeul durch den Radebeuler Baumeister Gottfried Kintzer entworfen und errichtet.